# Селбридж
Селбридж (англ. Celbridge; ирл. Cill Droichid, «церковь у моста») — (переписной) посёлок в Ирландии, находится в графстве Килдэр (провинция Ленстер).
Мост, изначально построенный в XVIII веке, в декабре 1802 года был смыт наводнением, но позднее восстановлен. Старейшие мельницы в округе — Храмовые мельницы, управляемые семьёй Тирреллов (Tyrrell) на протяжении трехсот лет. Льняной комбинат Джозефа Шоу (Joseph Shaw) и мукомольные мельницы были основным работодателем города  до своего закрытия после смерти Уильяма Шоу ('William Shaw).

## Демография
Население — 17 262 человека (по переписи 2006 года). В 2002 году население составляло 16 016.
Данные переписи 2006 года:
| Общие демографические показатели |               |                               |                               |      |      |
| Всё население                    | Всё население | Изменения населения 2002—2006 | Изменения населения 2002—2006 | 2006 | 2006 |
| 2002                             | 2006          | чел.                          | %                             | муж. | жен. |
| 16 016                           | 17 262        | 1246                          | 7,8                           | 8732 | 8530 |

В нижеприводимых таблицах сумма всех ответов (столбец «сумма»), как правило, меньше общего населения населённого пункта (столбец «2006»).
| Религия (Тема 2 — 5 : Число людей по религиям, 2006) |             |                |             |            |        |        |
| Католики, чел.                                       | Католики, % | Другая религия | Без религии | не указано | сумма  | 2006   |
| 14 594                                               | 84,5        | 1624           | 922         | 122        | 17 262 | 17 262 |

| Этно-расовый состав (Этничность. Тема 2 — 3 : Постоянное население по этническому или культурному происхождению, 2006) |            |              |       |        |        |            |        |        |
| Белые ирландцы | Лухт-шулта | Другие белые | Негры | Азиаты | Другие | Не указано | сумма  | 2006   |
| 14 609 | 31         | 1491         | 493   | 232    | 206    | 84         | 17 146 | 17 262 |
| Доля от всех отвечавших на вопрос, %                                                                                   |            |              |       |        |        |            |        |        |
| 85,2 | 0,2        | 8,7          | 2,9   | 1,4    | 1,2    | 0,5        | 100    | 99,31  |

1 — доля отвечавших на вопрос о языке от всего населения.
| Владение ирландским языком (Тема 3 — 1 : Число людей от 3 лет и старше по способности говорить по-ирландски, 2006) |      |            |        |        |
| Владеете ли Вы ирландским языком?                                                                                  |      |            |        |        |
| Да | Нет  | Не указано | сумма  | 2006   |
| 7309 | 8806 | 191        | 16 306 | 17 262 |
| Доля от всех отвечавших на вопрос о языке, %                                                                       |      |            |        |        |
| 44,8 | 54,0 | 1,2        | 100    | 94,51  |

1 — доля отвечавших на вопрос о языке от всего населения.
| Использование ирландского языка (Тема 3 — 2 : Говорящие по-ирландски от 3 лет и старше по частоте использования ирландского языка, 2006) |                                                            |                                               |                                               |                                               |                                               |                                               |       |                                     |        |
| Как часто и где Вы говорите по-ирландски?                                                                                                |                                                            |                                               |                                               |                                               |                                               |                                               |       |                                     |        |
| ежедневно, только в образовательных учреждениях                                                                                          | ежедневно, как в образовательных учреждениях, так и вне их | в других местах (вне образовательной системы) | в других местах (вне образовательной системы) | в других местах (вне образовательной системы) | в других местах (вне образовательной системы) | в других местах (вне образовательной системы) | сумма | всего, отвечавших на вопрос о языке | 2006   |
| ежедневно, только в образовательных учреждениях                                                                                          | ежедневно, как в образовательных учреждениях, так и вне их | ежедневно                                     | каждую неделю                                 | реже                                          | никогда                                       | не указано                                    | сумма | всего, отвечавших на вопрос о языке | 2006   |
| 2219 | 308                                                        | 196                                           | 386                                           | 2284                                          | 1839                                          | 77                                            | 7309  | 16 306                              | 17 262 |
| Доля от всех отвечавших на вопрос о языке, %                                                                                             |                                                            |                                               |                                               |                                               |                                               |                                               |       |                                     |        |
| 13,6 | 1,9                                                        | 1,2                                           | 2,4                                           | 14,0                                          | 11,3                                          | 0,5                                           | 44,8  | 100                                 |        |

| Типы частных жилищ (Тема 6 — 1(a) : Число частных домовладений по типу размещения, 2006) |          |         |                 |            |       |        |
| Отдельный дом                                                                            | Квартира | Комната | Переносные дома | не указано | сумма | 2006   |
| 5086                                                                                     | 369      | 6       | 1               | 42         | 5504  | 17 262 |